# Zavoj-See
Der Zavoj-See (serb. Zavojsko jezero oder Завојско језеро) ist ein Stausee am Fluss Visočica im Osten von Serbien. Er befindet sich am Fuße der Stara Planina (Balkangebirge), hat eine Fläche von rund 5,5 km² und eine maximale Tiefe von 60 m. Der Wasserspiegel liegt auf 612 m Höhe.
Der Stausee entstand im Sommer 1963, als nach einem Erdrutsch große Mengen Erde den Fluss aufstauten. Da der dadurch entstandene 50 m hohe Damm zu brechen drohte, wurde von der Armee eine Staumauer errichtet. Seitdem dient der See auch der Stromgewinnung. Durch die Aufstauung der Visočica wurde das Dorf Zavoj überflutet. Dadurch erhielt der See seinen Namen.